# سرابستان (فومن)
سرابستان یک روستا در ایران است که در همسایگی روستای مهم سنگ بیجار و در بخش مرکزی شهرستان فومن در استان گیلان واقع شده‌است. سرابستان ۶۴۸ نفر جمعیت دارد.

## جمعیت
این روستا در دهستان گشت قرار دارد و براساس سرشماری مرکز آمار ایران در سال ۱۳۸۵، جمعیت آن ۶۴۸ نفر (۱۶۷ خانوار) بوده‌است.